# Neurotransmissor transportador
Els neurotransmissors transportadors, en anglès: Neurotransmitter transporters, són una classe de proteïnes transportadores de membrana que estan a les membranes cel·lulars de les neurones. La seva principal missió és portar neurotransmissors a través d'aquestes membranes i dirigir el seu posterior transport a llocs específics intracel·lulars. De neurotransmissors transportadors n'hi ha més de 20 tipus.
Els transportadors vesiculars mouen neurotransmissors a vesícules sinàptiques regulant.ne les concentracions de substàncies al seu interior.
Els neurotransmissors transportadors sovint utilitzen el gradient electroquímic que existeix entre les membranes per a fer la seva funció.

## Tipus
Els tipus específics de neurotransmissors transportadors inclouen:
- Transportador de glutamat, incloent
  - (EAAT1)
  - (EAAT2)
  - (EAAT3)
  - (EAAT4)
  - (EAAT5)
  - Vesicular glutamate transporter 1 (VGLUT1)
  - Vesicular glutamate transporter 2 (VGLUT2)
  - Vesicular glutamate transporter 3 (VGLUT3)

- Transportador de GABA, incloent:
  - GABA transporter type 1(GAT1)
  - (GAT2)
  - (GAT3)
  - Betaine transporter (BGT1)
  - Vesicular GABA transporter (VGAT)

- Transportador de glicina, incloent:
  - Glycine transporter 1 (GlyT1)
  - Glycine transporter type 2 (GlyT2)

- Tranasportador de monoamina, incloent:
  - Transportador de dopamina (DAT)
  - Norepinephrine transporter (NET)
  - Serotonin transporter (SERT)
  - Vesicular monoamine transporter 1 (VMAT1)
  - Vesicular monoamine transporter 2 (VMAT2)

- Transportador d'adenosina, incloent:
  - Equilibrative nucleoside transporter 1 (ENT1)
  - Equilibrative nucleoside transporter 2 (ENT2)
  - Equilibrative nucleoside transporter 3 (ENT3)
  - Equilibrative nucleoside transporter 4 (ENT4)

- Transportador vesicular d'acetilcolina (Vesicular acetylcholine transporter(VAChT)[4]

No s'ha identificat encara els transportadors associats a la histamina i els endocanabionoides